# Santerno (Ravenna)
Santerno is een plaats (frazione) in de Italiaanse gemeente Ravenna.